# キタコ
株式会社キタコ(kitaco co.,ltd.)は大阪府東大阪市に本社を置く、ミニバイクを中心としたオートバイパーツの企画・開発、製造・卸販売を行う企業である。

## 企業理念
- より安全で豊かに広がる明日のバイクライフをクリエイト

## 沿革
- 1971年（昭和46年）4月 - 東大阪市にて二輪・四輪の部品・用品の卸販売を開始。
- 1975年（昭和50年）4月 - 二輪のスペシャルパーツを企画・開発し、製造・卸販売業を開始。同市に本社移転と同時に社名をキタコに変更
- 1980年（昭和55年）9月 - 東大阪市西堤に新社屋を竣工。
- 1983年（昭和58年）10月 - 株式会社キタコに改組。
- 1990年（平成2年）1月 - 奈良流通センター竣工。
- 2004年（平成16年）11月 - 東大阪市長田に新社屋完成。同月、本社業務全てを移転。
- 2012年（平成24年）7月 - KITACO（THAILAND）CO.,LTDをタイに設立。

## 主な商品/ブランド
- K・CON
- K・CON PRO
- K・Pit
- K・TOUR
- SBSブレーキパッド
- キタコウルトラロボットアームロック